# Пронін Василь Прохорович
Василь Прохорович Пронін (25 грудня 1905, село Павлово Тумського повіту Рязанської губернії, тепер Рязанської області, Російська Федерація — 12 жовтня 1993, місто Москва, Російська Федерація) — радянський державний діяч, 1-й заступник голови Ради народних комісарів Російської РФСР, заступник голови Ради міністрів РРФСР, міністр трудових резервів СРСР, голова Московського міськвиконкому. Кандидат у члени ЦК ВКП(б) у 1939—1941 роках. Член ЦК КПРС у 1941—1956 роках. Депутат Верховної ради РРФСР 1-го скликання. Депутат Верховної ради СРСР 2-го скликання.

## Життєпис
Народився в бідній селянській родині. У 1916 році закінчив чотирикласну початкову школу в селі Павлово. 
З вересня 1919 до листопада 1920 року працював ремонтним робітником на станції Потапово Рязано-Володимирської залізниці.
З листопада 1920 до травня 1923 року — наймит у багатого селянина Городничева в селі Краснощоково Зміїногорського повіту Алтайської губернії.
У червні 1923 — серпні 1925 року — ремонтний робітник станції Серебряний Бор Московської окружної залізниці. У 1924 році вступив до комсомолу.
Член РКП(б) з серпня 1925 року.
У серпні 1925 — жовтні 1929 року — токар і секретар осередку ВЛКСМ Московської парфумерної фабрики «Свобода».
У жовтні 1929 — грудні 1930 року — завідувач відділу юних піонерів Краснопресненського районного комітету ВЛКСМ міста Москви.
У грудні 1930 — жовтні 1931 року — завідувач організаційного відділу Октябрського районного комітету ВЛКСМ міста Москви.
У жовтні 1931 — вересні 1933 року — слухач Московського інституту підготовки кадрів Інституту червоної професури.
У вересні 1933 — листопаді 1935 року — заступник секретаря районного комітету Народно-революційної партії Тувинської народної республіки.
У грудні 1935 — грудні 1936 року — секретар комітету ВКП(б) 2-го Московського годинникового заводу.
У грудні 1936 — жовтні  1937 року — 1-й секретар Ленінградського районного комітету ВЛКСМ міста Москви.
У жовтні 1937 — березні 1938 року — 1-й секретар Ленінградського районного комітету ВКП(б) міста Москви.
З березня до квітня 1938 року — завідувач відділу керівних партійних органів Московського міського комітету ВКП(б).
У червні 1938 — квітні 1939 року — 3-й секретар Московського міського комітету ВКП(б).
14 квітня 1939 — 3 січня 1940 року — голова Московської міської ради. 3 січня 1940 — 7 грудня 1944 року — голова виконавчого комітету Московської міської ради депутатів трудящих.
Під час німецько-радянської війни — член Військової ради Московської зони оборони, член Військової ради Московського військового округу.
У листопаді 1944 — 23 березня 1946 року — 1-й заступник голови Ради народних комісарів Російської РФСР. Одночасно з 1945 року — голова Економічної комісії Ради міністрів СРСР при Тимчасовому уряді Польщі.
23 березня — травень 1946 року — заступник голови Ради міністрів Російської РФСР.
15 травня 1946 — 15 березня 1953 року — міністр трудових резервів СРСР.
У березні — травні 1953 року — начальник Головного управління професійної освіти і член колегії Міністерства культури СРСР.
У травні — вересні 1953 року — заступник голови Державного планового комітету Ради міністрів СРСР, уповноважений із працевлаштування звільнених по амністії громадян СРСР.
У вересні 1953 — квітні 1954 року — 1-й заступник міністра лісової і паперової промисловості СРСР. З квітня до серпня 1954 року — в резерві ЦК КПРС у Москві.
У серпні 1954 — січні 1957 року — заступник міністра транспортного будівництва СРСР.
З січня 1957 року — персональний пенсіонер союзного значення в Москві.
Помер 12 жовтня 1993 року в місті Москва. Похований на Кунцевському цвинтарі Москви.

## Нагороди
- два ордени Леніна (13.07.1940,)
- орден Трудового Червоного Прапора
- орден Дружби народів (.12.1985)
- медалі